# Gratiana
Gratiana (łac. Diocesis Gratianensis) – diecezja historyczna w Cesarstwie rzymskim w prowincji Byzacena, współcześnie w Tunezji. Obecnie katolickie biskupstwo tytularne.

## Biskupi tytularni
| Lp. | Biskup                     | Funkcja                                                   | Od                   | Do             |
| --- | -------------------------- | --------------------------------------------------------- | -------------------- | -------------- |
| 1   | Felice Pirozzi             | nuncjusz apostolski rektor Papieskiej Akademii Kościelnej | 28 października 1961 | 25 lipca 1975  |
| 2   | Luigi Conti                | nuncjusz apostolski                                       | 1 sierpnia 1975      | 5 grudnia 2015 |
| 3   | Francisco Escalante Molina | nuncjusz apostolski                                       | 19 marca 2016        |                |